# Phillips Holmes
Pour les articles homonymes, voir Holmes.
Phillips Holmes est un acteur américain né le 22 juillet 1907 à Grand Rapids (Michigan) et mort le 12 août 1942 dans un accident d'avion au-dessus de l'Ontario (Canada).

## Biographie

### Jeunesse et études

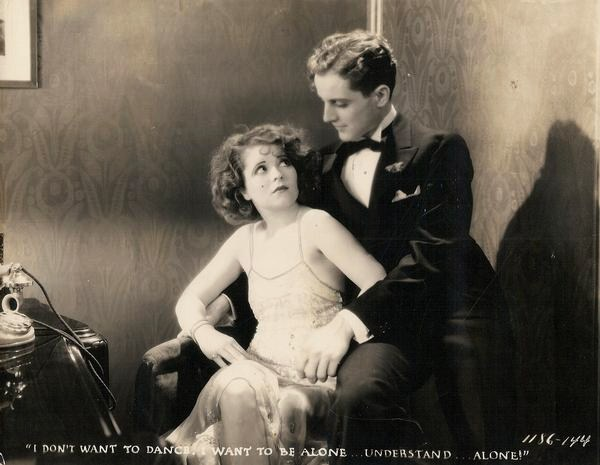
Avec Clara Bow dans Les Endiablées (1929, photo promotionnelle).

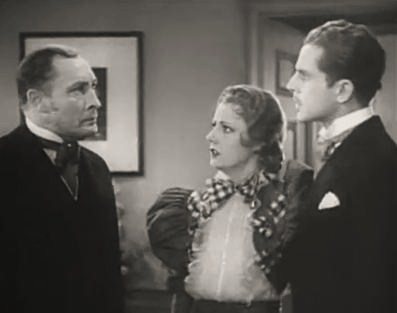
Avec Lionel Atwill et Irene Dunne dans Le Secret de Mme Blanche (1933).

Fils des acteurs Taylor Holmes (1878-1959) et Edna Phillips (1878-1952), Phillips Raymond Holmes naît le 22 juillet 1907 à Grand Rapids dans le Michigan. Sa sœur Madeleine Taylor (1914-1987) et son frère Ralph (1915-1945) deviendront également acteurs. 
Il connaît une première expérience au cinéma avec des petits rôles non crédités dans des films muets de son père, sortis respectivement en 1918 et 1925.
En 1926-1927, il étudie notamment à l'université de Grenoble (France) et au Trinity College de Cambridge (Angleterre), avant de parfaire son éducation en 1927-1928 dans son pays natal, à l'université de Princeton (New Jersey). Il y effectue sa première expérience sur les planches dans la pièce Napoleon Passes, une « rhapsodie russe en deux actes » de Frank Baker Jr., Austin Leland et E. Harris Harbison, montée par le Triangle Club et dans laquelle il interpète le principal rôle féminin, cette troupe universitaire étant exclusivement masculine. 

### Carrière
Repéré à Princeton par le réalisateur Frank Tuttle, il tourne sous sa direction son premier film parlant produit par la Paramount, Varsity (avec Buddy Rogers et Mary Brian), sorti en 1928. Suivent quarante-et-un autres films américains (principalement à la Paramount et à la MGM), les trois derniers sortis en 1936, dont Chatterbox de George Nichols Jr. (avec Anne Shirley et Edward Ellis), produit par la RKO.
Citons aussi Le Retour de Sherlock Holmes (1929) de Basil Dean avec Clive Brook et Betty Lawford, Une tragédie américaine (1931) de Josef von Sternberg avec Sylvia Sidney et Frances Dee, Le Code criminel  (1931) d'Howard Hawks avec Walter Huston et Constance Cummings, L'Homme que j'ai tué (1932) d'Ernst Lubitsch avec Lionel Barrymore et Nancy Carroll, Les Invités de huit heures (1933) de George Cukor avec Marie Dressler et John Barrymore, Caravan (1934) d'Erik Charell avec Charles Boyer et Loretta Young, ou encore Nana (1934) de Dorothy Arzner et George Fitzmaurice avec Anna Sten et Lionel Atwill.
S'ajoutent quatre films britanniques, les deux premiers sortis en 1935, dont The Divine Spark de Carmine Gallone avec Marta Eggerth et Benita Hume, où il personnifie le compositeur Vincenzo Bellini.
Ses deux films britanniques suivants, réalisés par Herbert Brenon, sont The Dominant Sex (en) (1937) avec Diana Curchill et Romney Brent et Housemaster (en) (1938), avec Otto Kruger et Diana Churchill.
Après ces deux ultimes prestations à l'écran, Phillips Holmes se tourne vers le théâtre, se produisant dans cinq pièces notables représentées à travers les États-Unis entre 1938 et 1941. Successivement, il interprète Golden Boy (en) (1938-1939) de Clifford Odets avec Luther Adler, La Fin du voyage (1939) de R. C. Sherriff, avec son père et son frère , The Animal Kingdom  (1939) de Philip Barry, The Male Animal (1941) de James Thurber et Elliott Nugent avec Celeste Holm et David Wayne et enfin The Philadelphia Story (1941) de Philip Barry.

### Mort et postérité
À la suite de l'entrée en guerre des États-Unis, Phillips Holmes s'enrôle en 1941 dans l'Aviation royale canadienne. Il meurt le 12 août 1942, à l'âge de 35 ans, dans une collision entre l'Avro Anson dont il est passager et un autre appareil peu après son décollage de la base d'Armstrong dans l'Ontario. 
Depuis 1960, pour sa contribution au cinéma, une étoile lui est dédiée sur le Walk of Fame d'Hollywood Boulevard.

## Théâtre
- 1927 : Napoleon Passes  de Frank A. Baker Jr., Austin P. Leland et E. Harris Harbison
- 1938-1939 : Golden Boy de Clifford Odets (Chicago, Cincinnati et Cleveland) : Joe Bonaparte
- 1939 : Journey's End de R. C. Sherriff (Long Island) : le capitaine Stanhope
- 1939 : The Animal Kingdom de Philip Barry (Long Island)
- 1941 : The Male Animal de James Thurber et Elliott Nugent (New York et Atlantic City) : le professeur Tommy Turner
- 1941 : The Philadelphia Story de Philip Barry (Pawling)

## Filmographie partielle

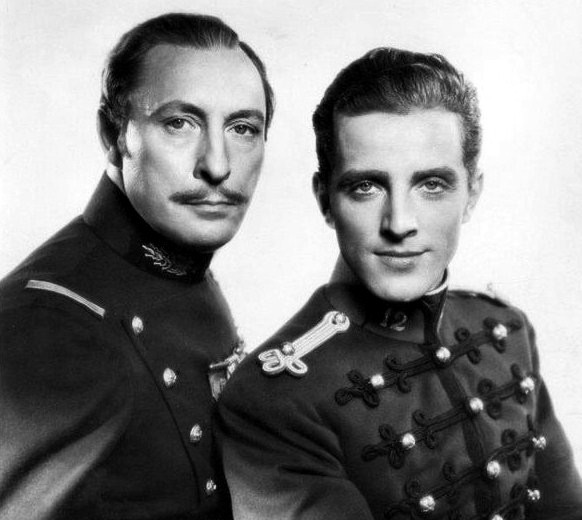
Avec Lionel Atwill dans Nana (1934, photo promotionnelle).

- 1918 : Uneasy Money de Lawrence C. Windom : un caddie
- 1925 : Her Market Value de Paul Powell : un jeune homme à la fête
- 1928 : Tel père, tel fils (Varsity) de Frank Tuttle : Middlebrook
- 1929 : Les Endiablées (The Wild Party) de Dorothy Arzner : Phil
- 1929 : Stairs of Sand d'Otto Brower : Adam Wansfell
- 1929 : Le Retour de Sherlock Holmes (The Return of Sherlock Holmes) de Basil Dean : Roger Longmore
- 1929 : Pointed Heels de A. Edward Sutherland
- 1930 : Grumpy de George Cukor et Cyril Gardner : Ernest Heron
- 1930 : Paramount on Parade, film à sketches de Dorothy Arzner, Otto Brower et autres : Hunter (épisode Day Dream) / un amoureux à l'hôpital
- 1930 : Son homme (Her Man) de Tay Garnett : Dan Keefe
- 1930 : Only the Brave de Frank Tuttle : capitaine Robert Darrington
- 1930 : Man to Man d'Allan Dwan : Michael Bolton
- 1930 : The Devil's Holiday d'Edmund Goulding : David Stone
- 1931 : Le Code criminel (The Criminal Code) d'Howard Hawks : Robert Graham
- 1931 : Stolen Heaven de George Abbott : Joe Bartlett
- 1931 : Une tragédie américaine (An American Tragedy) de Josef von Sternberg : Clyde Griffiths
- 1932 : Two Kinds of Women de William C. de Mille : Joseph Gresham Jr.
- 1932 : L'Homme que j'ai tué (Broken Lullaby) d'Ernst Lubitsch : Paul Renard
- 1932 : Night Court de W. S. Van Dyke : Mike Thomas
- 1932 : 70,000 Witnesses de Ralph Murphy : Buck Buchan
- 1933 : Looking Forward de Clarence Brown : Michael Service
- 1933 : Penthouse  de W. S. Van Dyke : Tom Siddall
- 1933 : Le Secret de madame Blanche (The Secret of Madame Blanche) de Charles Brabin : Leonard St. John
- 1933 : The Big Brain de George Archainbaud : Terry Van Sloan
- 1933 : Beauty for Sale de Richard Boleslawski : Burt Barton
- 1933 : Les Invités de huit heures (Dinner at Eight) de George Cukor : Ernest DeGraff
- 1933 : Danseuse étoile (Stage Mother) de Charles Brabin : Lord Reggie Aylesworth
- 1933 : Rhapsodie amoureuse (Storm at Daybreak) de Richard Boleslawski
- 1934 : Cœur de tzigane (Caravan) d'Erik Charell : lieutenant von Tokay
- 1934 : Les Grandes Espérances (Great Expectations) de Stuart Walker : Pip
- 1934 : Nana de Dorothy Arzner et George Fitzmaurice : lieutenant George Muffat
- 1935 : Ten Minutes Alibi de Bernard Vorhaus : Colin Derwent
- 1935 : The Divine Spark de Carmine Gallone : Vincenzo Bellini
- 1936 : Chatterbox de George Nichols Jr. : Philip « Phil » Greene Jr.
- 1936 : La Maison aux mille bougies (The House of a Thousand Candles) d'Arthur Lubin : Tony Carleton
- 1937 : The Dominant Sex d'Herbert Brenon : Dick Shale
- 1938 : Housemaster d'Herbert Brenon : Philip de Pourville